# Llipi
Llipi (auch: Llipi Salar und Llipi Loma) ist eine Ortschaft im Departamento Potosí im Hochland des südamerikanischen Anden-Staates Bolivien.

## Lage im Nahraum
Llipi liegt in der Provinz Nor Lípez und ist der neuntgrößte Ort im Kanton Río Grande im Municipio Colcha „K“. Der Ort liegt auf einer Höhe von 3669 m am südöstlichen Rand des Salzsees Salar de Uyuni.

## Geographie
Llipi liegt auf dem bolivianischen Altiplano zwischen den Anden-Gebirgsketten der Cordillera Occidental im Westen und der Cordillera de Lípez im Südosten. Das Klima der Region ist semiarid und ein typisches Tageszeitenklima, bei dem die Schwankung der mittleren Temperaturen im Tagesverlauf deutlicher ausfällt als im Ablauf der Jahreszeiten.
Die Jahresdurchschnittstemperatur der Region liegt bei etwa 9 °C, der Jahresniederschlag beträgt knapp 150 mm (siehe Klimadiagramm Uyuni). Die Monatsdurchschnittstemperaturen schwanken nur unwesentlich zwischen 5 °C im Juni/Juli und gut 11 °C von November bis März. Nennenswerte Monatsniederschläge von 20 bis 45 mm sind nur in den Monaten Dezember bis März zu verzeichnen, der Rest des Jahres ist nahezu niederschlagsfrei.
Gemäß der Klimaklassifikation von Köppen-Geiger ist das Klima von Llipi trocken und kalt (Cwb-Klima).

## Verkehrsnetz
Llipi liegt in einer Entfernung von 303 Straßenkilometern südwestlich von Potosí, der Hauptstadt des gleichnamigen Departamentos.
Von Potosí führt die asphaltierte Nationalstraße Ruta 5 in südwestlicher Richtung 198 Kilometer bis Uyuni, von dort führt die teilweise unbefestigte Ruta 701 weiter nach Südwesten und erreicht nach 61 Kilometern die Brücke über den Río Grande de Lípez. Hinter der Brücke zweigt eine Landstraße in nordwestlicher Richtung ab und erreicht nach 36 Kilometern den Ort Río Grande, der an der Bahnlinie von Uyuni nach Avaroa an der chilenischen Grenze und weiter nach Antofagasta führt. Von Río Grande aus führt eine Piste in nordwestlicher Richtung nach Llipi.

## Bevölkerung
Die Einwohnerzahl der Ortschaft betrug im Jahr 2012 bei der letzten Volkszählung 201 Einwohner. In vorherigen Volkszählungen ist die Ortschaft nicht gelistet.
Die Region weist einen gewissen Anteil an Quechua-Bevölkerung auf, im Municipio Colcha „K“ sprechen 87,3 Prozent der Bevölkerung Quechua.

## Wirtschaft
Im Salzsee von Uyuni werden laut U.S. Geological Survey mit 5,4 Millionen Tonnen gigantische Vorkommen an Lithium vermutet. Da Lithium-Batterien – aufgrund ihrer Energiedichte, hohen Zellspannung und einer geringen Selbstentladung – in vielen elektronischen und elektrischen Geräten zum Einsatz kommen, ist das Mineral Lithium inzwischen ein wertvoller Rohstoff für die Automobilindustrie mit hohem Wachstumspotential. Boliviens Präsident Evo Morales gab bereits 2007 das Projekt einer Pilotfabrik zur Lithium-Gewinnung aus dem Salar de Uyuni in Auftrag. Mit Dekret vom 1. April 2008 wurde der Industrialisierung der Ressourcen des Salars nationale Priorität eingeräumt und die staatlichen Bergbaugesellschaft COMIBOL bekam eine zusätzliche Abteilung für die Ausbeutung des Salzsees, mit einem Budget von 5,7 Mio. US-Dollar. Der Bau der Pilotfabrik in Llipi Loma im Kanton Río Grande begann im Mai 2008, die Anlage wurde im Januar 2013 in Betrieb genommen. Das Pilotprojekt umfasst auch die Entwicklung von Technologien zur Gewinnung von Lithiumcarbonat, da die Witterungsumstände und die Beschaffenheit der Salzlake des Salars bisherige Methoden nicht begünstigen.